# BRAINWASH
BRAINWASH（ブレインウォッシュ）はJASON ZODIACの2枚目のシングル。

## 概要
前作の「SILENCE」と同様に、全曲の収録時間の秒数を0に統一した本作はアルバム「ICONOCLAST」先行シングル。翌年にリリースしたコンピレーションアルバム「GIZA studio Masterpiece BLEND 2001」（こちらは最高順位13位）にも収録。カセットテープ版は表題曲と同曲のリミックスのみ収録されている。

## 収録曲
1. BRAINWASH
作詞：近藤尚昭　作曲・編曲：Perry Geyer
2. BRAINWASH (Carbon Wheel Mix)
3. BRAINWASH (DUMPIN' REMIX CODE 318)
4. Facin' a Mirror
作詞：近藤尚昭　作曲・編曲：綿貫正顕
5. BRAINWASH (inst.)